# Icky Thump
Icky Thump – szósty album studyjny amerykańskiego duetu The White Stripes, wydany w roku 2007.
Tytuł płyty pochodzi z gwary używanej w okolicach Lancashire (oryginalnie brzmi Ecky-Thump), zwrotu tego używa się, aby wyraziċ zaskoczenie. Album uchodzi za najbardziej eksperymentalny z całego dorobku White Stripes. Pojawiają się w nim nowe skale, riffy i brzmienia.
Czerwono-czarna grafika przedstawiająca kolumnę Zygmunta posłużyła jako tło do tekstu „A Martyr for My Love for You” zamieszczonego we wkładce albumu.

## Lista utworów
1. „Icky Thump” – 4:17
2. „You Don't Know What Love Is (You Just Do as You're Told)” – 3:54
3. „300 MPH Torrential Outpour Blues” – 5:28
4. „Conquest” – 2:48
5. „Bone Broke” – 3:14
6. „Prickly Thorn, But Sweetly Worn” – 3:05
7. „St. Andrew (This Battle Is in the Air)” – 1:49
8. „Little Cream Soda” – 3:45
9. „Rag and Bone” – 3:48
10. „I'm Slowly Turning into You” – 4:34
11. „A Martyr for My Love for You” – 4:19
12. „Catch Hell Blues” – 4:18
13. „Effect and Cause” – 3:00

## Twórcy
- Jack White – śpiew, gitara, syntezatory
- Meg White – perkusja, śpiew
- Regulo Aldama – trąbka w „Conquest”
- Jim Drury – dudy w „Prickly Thorn, But Sweetly Worn” oraz „St. Andrew”

## Pozycje na listach
| Lista | Kraj   | Pozycja |
| ----- | ------ | ------- |
| OLiS  | Polska | 24      |